# シティ・オブ・ウィロウビー
シティ・オブ・ウィロウビー（City of Willoughby）は、オーストラリア・ニューサウスウェールズ州の地方公共団体。

## 概要
シティ・オブ・ウィロウビーの中心であるチャッツウッドは、シドニー中心業務地区から北に10キロメートルに位置する。市の東部（北からキャッスル・コウヴ、ミドル・コウヴ、キャッスルクラッグ、ノースブリッジ）は、リアス式海岸の上に広がる。
パシフィック・ハイウェイ（en）、シティレールのノース・ショア・ラインが市内を縦断する。市内には、アターモン駅（en）、チャッツウッド駅（en）、ローズヴィル駅（en）の各駅がある。
北は、クー＝リン＝ガイ・カウンシル、南西は、ミュニシパリティ・オブ・レーン・コウヴ、南はノース・シドニー・カウンシルと接する。

## 構成サバーブ
シティ・オブ・ウィロウビーは、以下のサバーブで構成されている。
- アターモン（Artarmon）
- キャッスル・コウヴ（Castle Cove）
- キャッスルクラッグ（Castlecrag）
- チャッツウッド（Chatswood）
- チャッツウッド・ウェスト（Chatswood West）
- ミドル・コウヴ（Middle Cove）
- ナレンバーン（Naremburn）
- ノース・ウィロウビー（St Peters）
- ノースブリッジ（Northbridge）
- ローズヴィル（Roseville）
- ウィロウビー（Willoughby）
- ウィロウビー・イースト（Willoughby East）

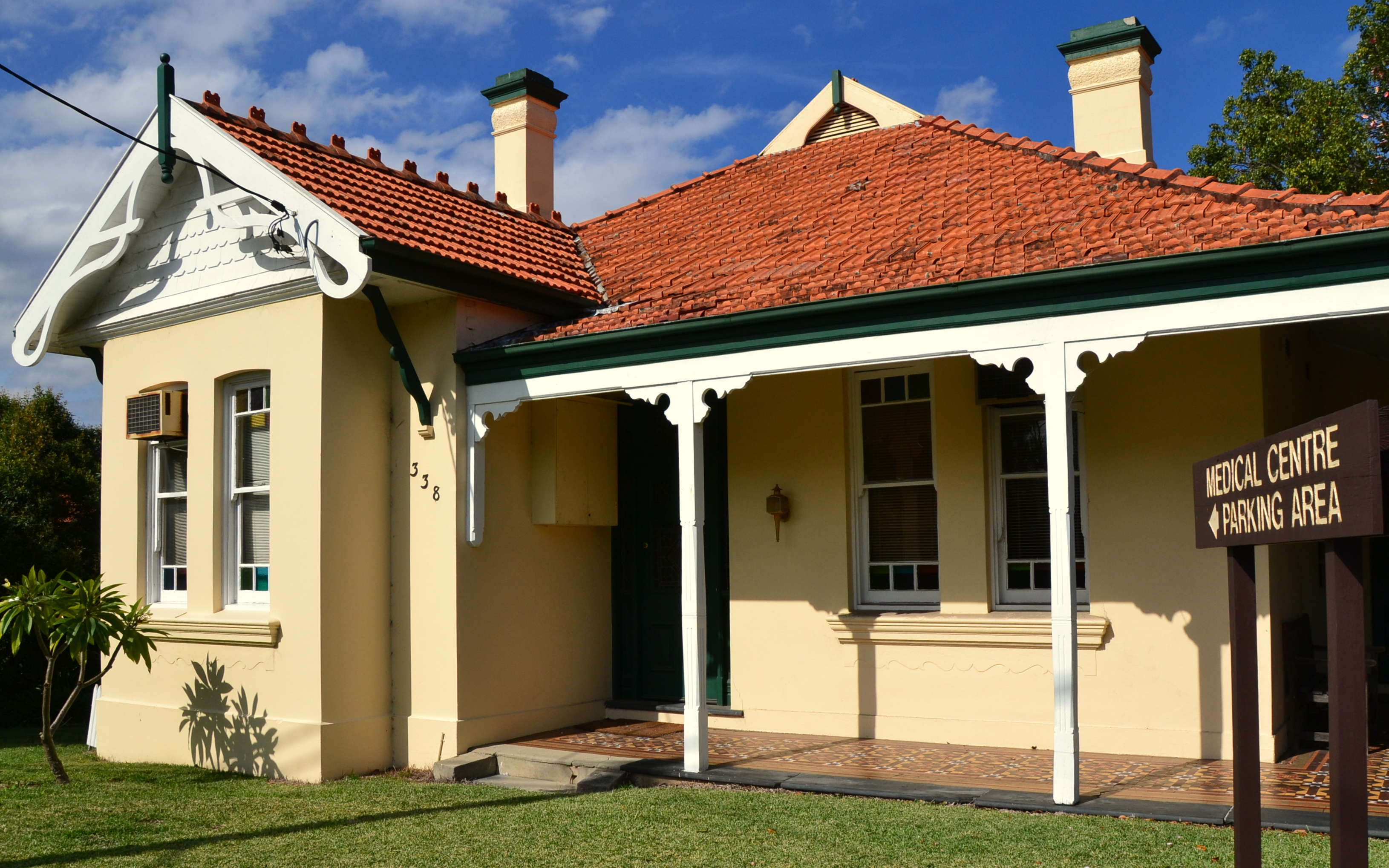
アターモンのメディカル・センターは、連邦建築のコテージを改築されたもの
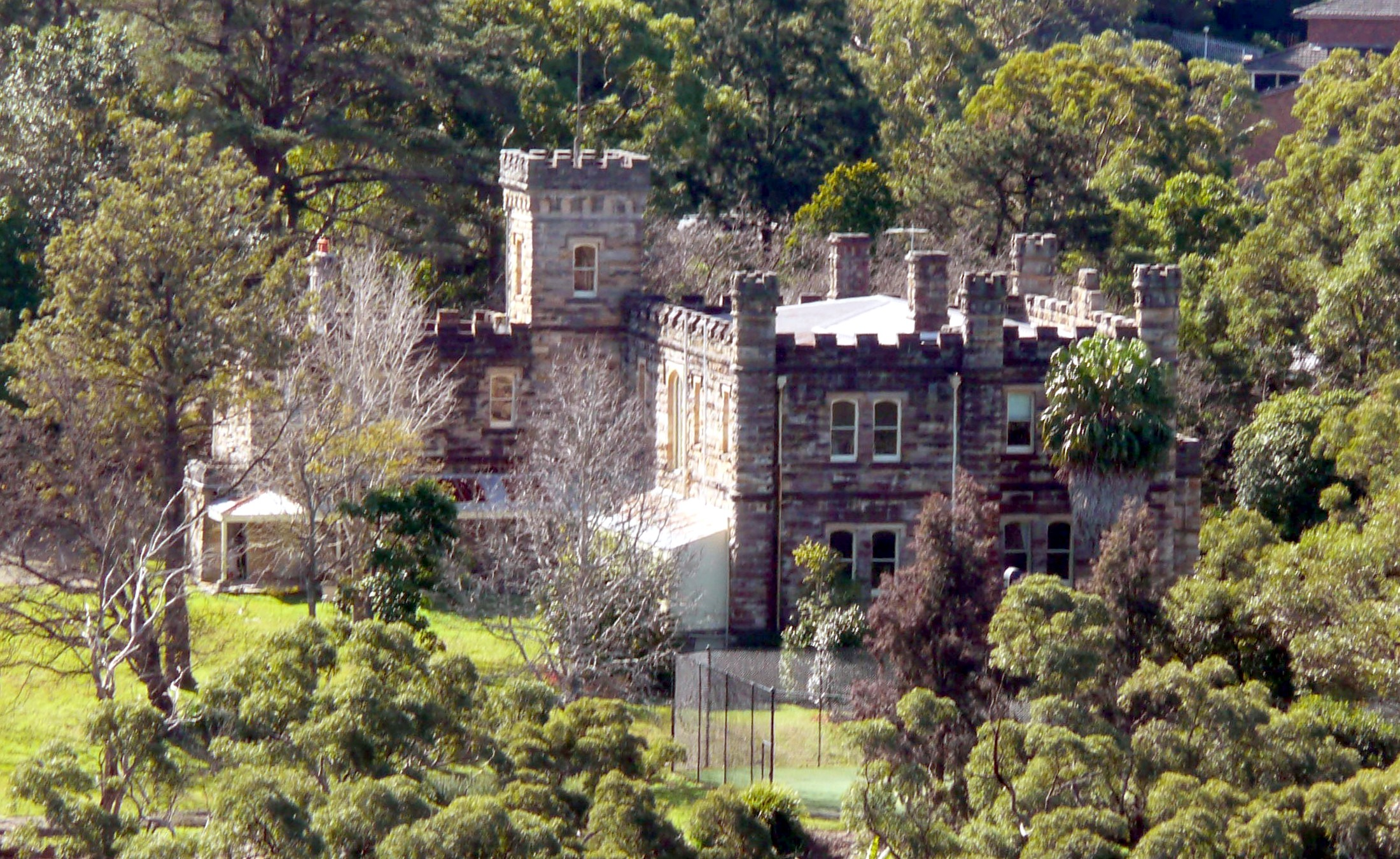
キャッスル・コウヴのInnisfallen Castle
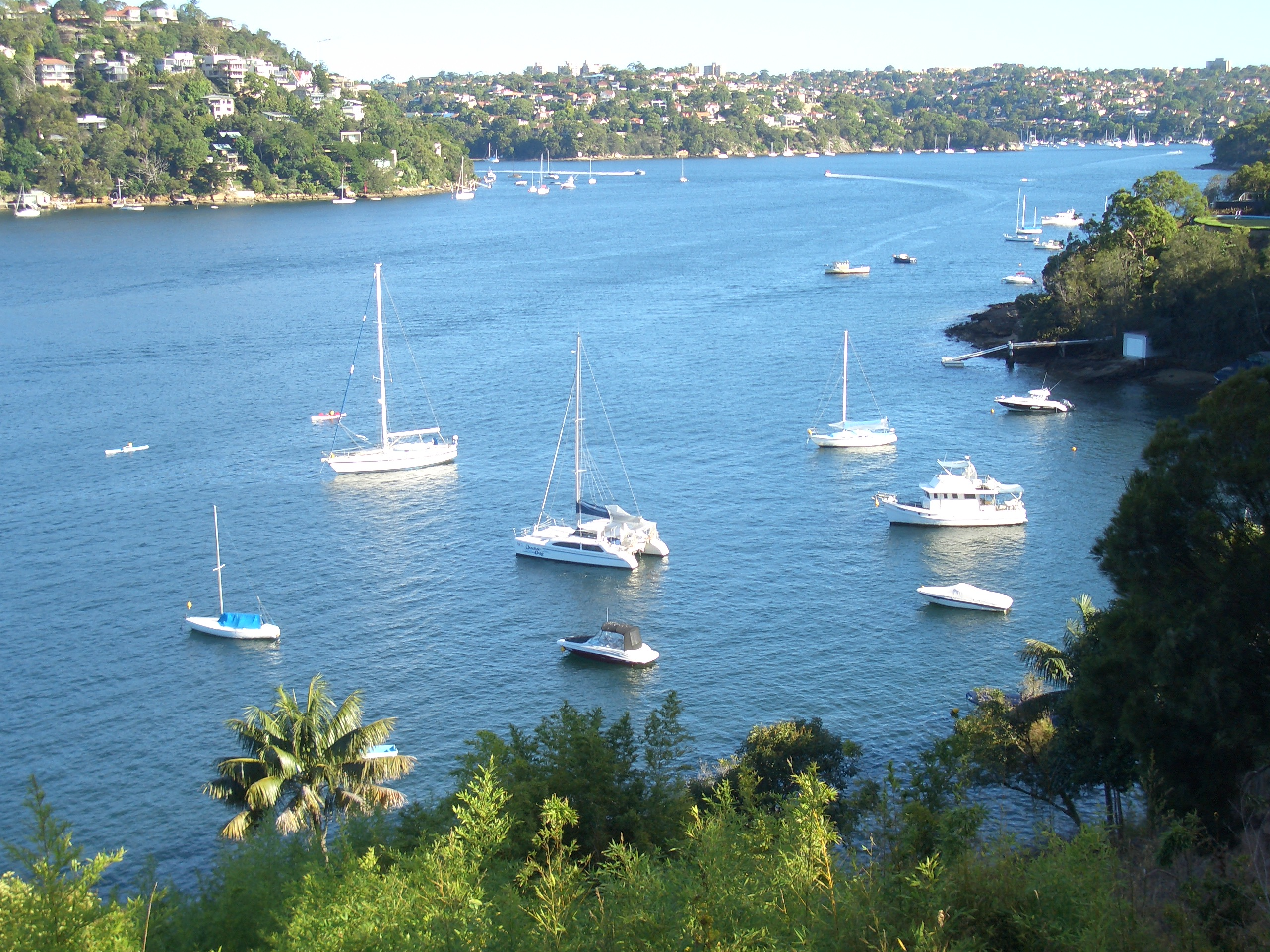
キャッスルクラッグのミドル・ハーバー
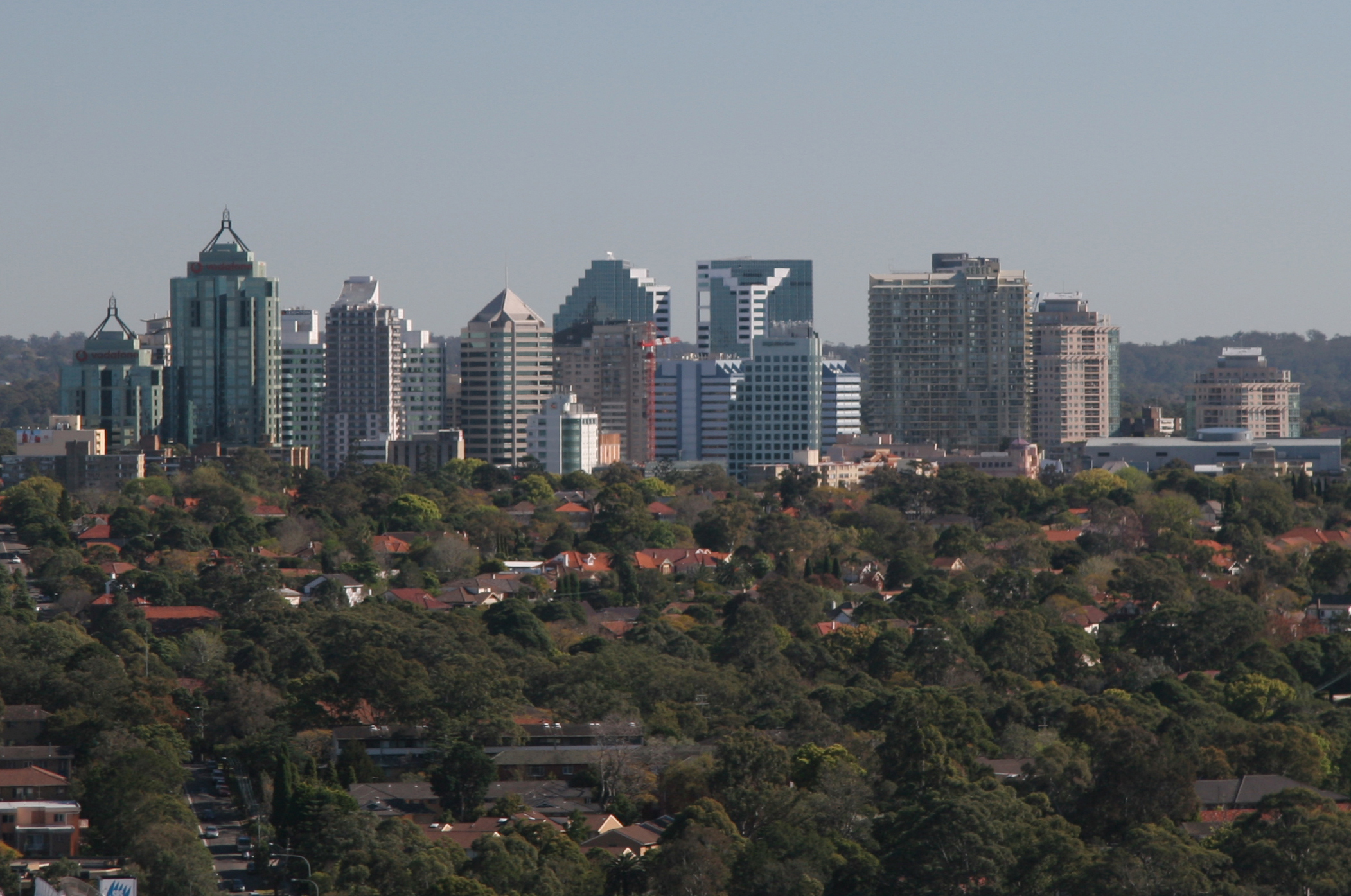
チャッツウッドのスカイライン
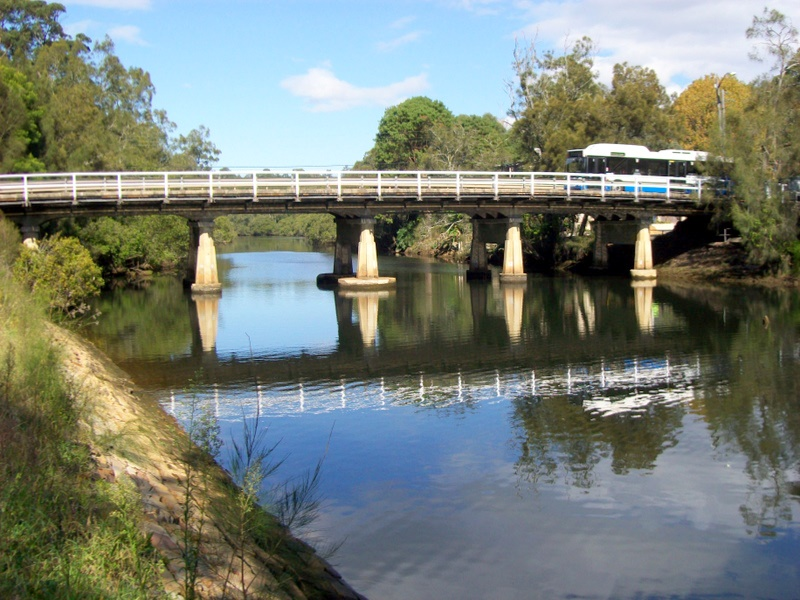
フュラーズ橋（en、チャッツウッド・ウェスト）
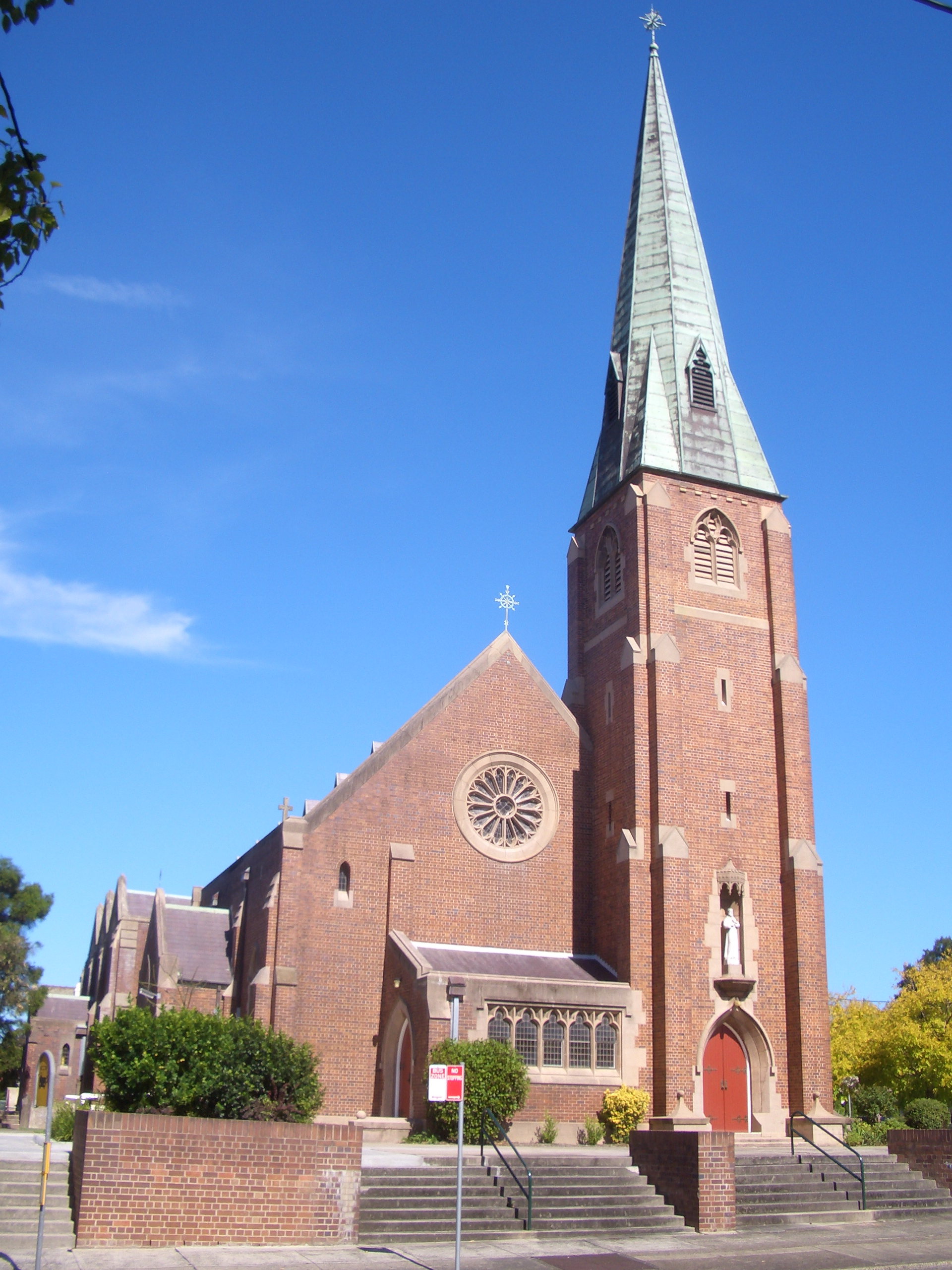
ナレンバーンの聖レオナルド・カトリック教会
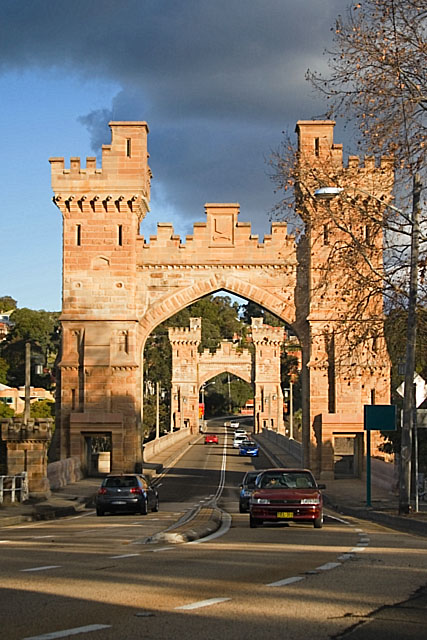
ノースブリッジ
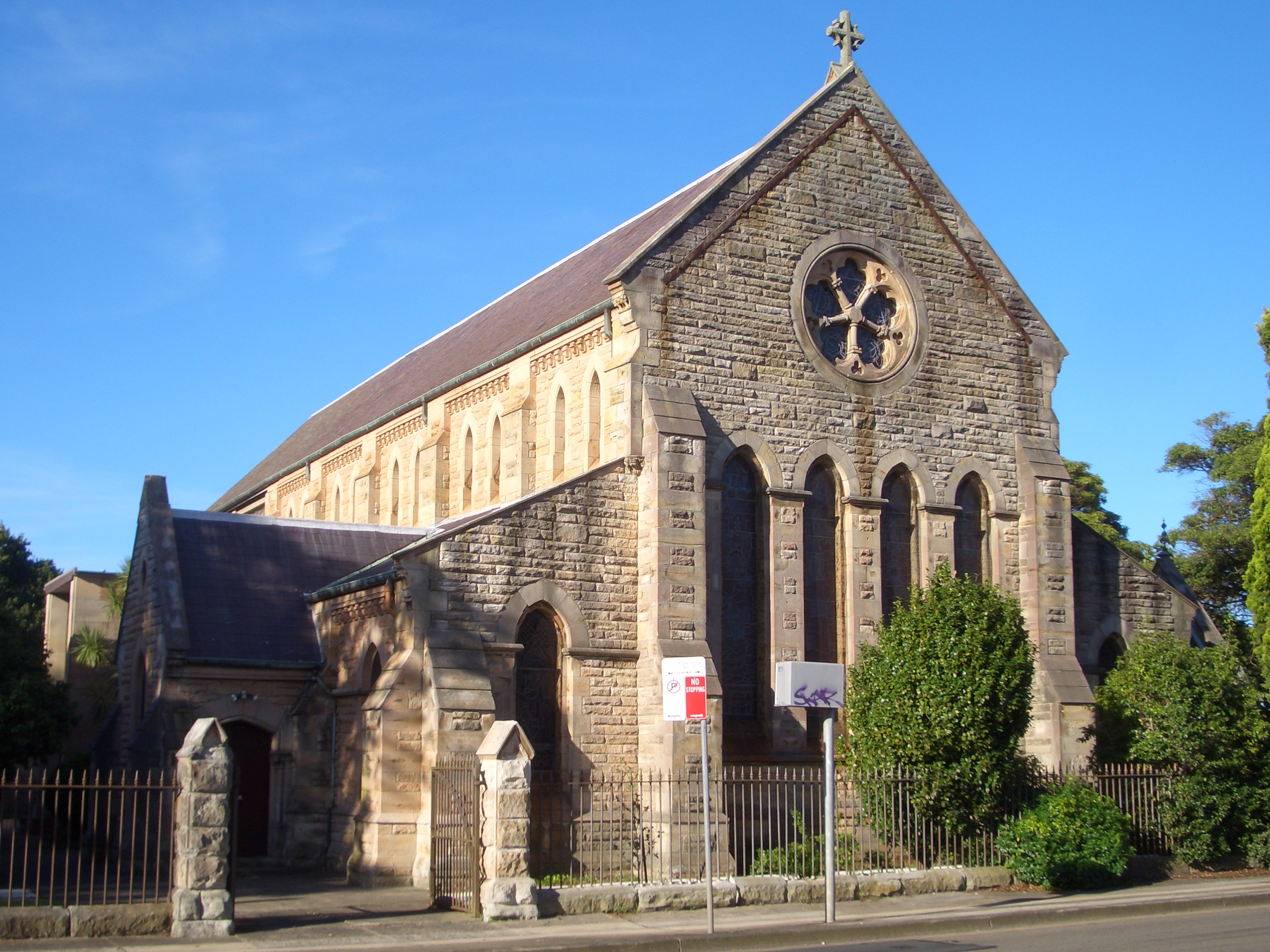
ウィロウビーの聖スティーブンス教会

## 議会
シティ・オブ・ウィロウビーの議会は、13人によって構成される。任期は4年。選挙区は4つで、それぞれの選挙区から3人が選出される。市長は、議会選挙とは別に単一選挙区で市長選挙で選出される。最新の議会選挙は、2012年9月8日に実施された。 市長を含め、無所属12人、オーストラリア緑の党1議席で構成された。市長は、無所属のPat Reilly。